# Palaemonetes suttkusi
Palaemonetes suttkusi is een garnalensoort uit de familie van de Palaemonidae. De wetenschappelijke naam van de soort is voor het eerst geldig gepubliceerd in 1964 door Smalley.